# Celestus (geslacht)
Celestus is een geslacht van hagedissen die behoren tot de familie Diploglossidae.

## Naam en indeling
De wetenschappelijke naam van de groep werd voor het eerst voorgesteld door John Edward Gray in 1838. Het geslacht werd lange tijd tot de familie hazelwormen (Anguidae) gerekend waardoor deze verouderde situatie in veel literatuur nog wordt beschreven. Een aantal soorten behoorde eerder tot het geslacht van de galliwasps (Diploglossus), zoals de Hispaniola-galliwasp (Celestus costatus).
Er zijn 32 vertegenwoordigers inclusief de pas in 2016 beschreven Celestus laf. Zie onderaan het artikel voor een volledige soortenlijst.

## Uiterlijke kenmerken
Deze slanke hagedissen blijven klein tot middelgroot en bereiken een lichaamslengte tot ongeveer 20 tot 25 centimeter inclusief de staart. De staartlengte bedraagt ongeveer vijftig tot zestig procent van de lichaamslengte. De poten zijn klein maar goed ontwikkeld en dragen vijf vingers en tenen, altijd met duidelijke klauwtjes die geheel geëxposeerd zijn. Dit is een belangrijk verschil met de galliwasps uit het verwante geslacht Diploglosus, die slechts deels zichtbare klauwtjes hebben. Celestus- soorten lijken sterk op hagedissen uit de familie skinken.
De schubben aan de bovenzijde van het lichaam zijn boogvormig en zijn voorzien van duidelijke groefjes in de lengte. De schubben zijn glanzend en overlappen elkaar. De kop is niet duidelijk van het lichaam te onderscheiden omdat een insnoering achter de kop ontbreekt. De lichaamskleur is meestal bruin met lichtere en donkere vlekken of strepen. Sommige soorten hebben zwarte flanken, zoals de Hispaniola-galliwasp (Celestus costatus) en Celestus curtissi. De soort Celestus cyanochloris uit Costa Rica heeft een groene kleur aan de keel en de buik.

## Verspreiding en habitat
De soorten leven in delen van Midden-Amerika en leven in de landen Antillen, Belize, Costa Rica, Dominicaanse Republiek, El Salvador, Guatemala, Haïti, Honduras, Mexico, Nicaragua, Panama. Veel soorten komen endemisch voor op eilanden, zoals Jamaica, Navassa en Hispaniola.
De habitat bestaat uit begroeide gebieden, zoals tropische regenwouden en nevelbossen. Er zijn echter uitzonderingen die in meer droge bossen leven in de strooisellaag. Veel soorten leven op enige hoogte in planten en struiken. De soort Celestus fowleri leeft voornamelijk in bromelia's op ten minste 2,5 meter boven de bosbodem. De vrouwtjes zijn levendbarend en zetten geen eieren af; de jongen komen levend ter wereld.
Enkele soorten komen uitsluitend voor in berggebieden zoals de Costa Ricaanse soorten Celestus cyanochloris (1200 - 1550 meter boven zeeniveau), en Celestus orobius (1500 tot 2000 m boven zeeniveau).

## Bedreiging en bescherming

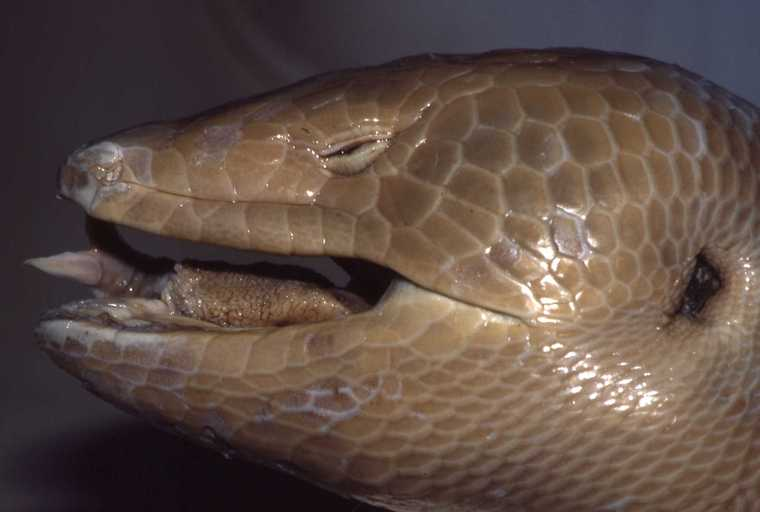
Geconserveerd exemplaar van de soort Celestus occiduus.

Door de internationale natuurbeschermingsorganisatie IUCN is aan alle soorten een beschermingsstatus toegewezen. Elf soorten worden beschouwd als 'veilig' (Least Concern of LC), twee soorten als 'kwetsbaar' (Vulnerable of VU), drie soorten als 'onzeker' (Data Deficient of DD), twee soorten als 'gevoelig' (Near Threatened of NT) en tien soorten als 'bedreigd' (Endangered of EN). Ten slotte worden vier soorten als 'ernstig bedreigd' beschouwd (Critically Endangered of CR).
Een van deze soorten, Celestus occiduus, is al sinds het midden van de negentiende eeuw niet meer gezien. Ondanks gerichte zoektochten naar de hagedis is deze niet meer waargenomen. Gehoopt wordt dat er mogelijk nog enkele populaties zijn in moeilijk toegankelijke gebieden maar natuurbeschermingsorganisaties vrezen dat de skink is uitgestorven.

## Soorten
Het geslacht omvat de volgende soorten, met de auteur en het verspreidingsgebied.
| Naam                                     | Auteur                                   | Verspreidingsgebied |
| ---------------------------------------- | ---------------------------------------- | --- |
| Celestus adercus                         | Savage, Lips & Ibanez, 2008              | Panama |
| Celestus agasepsoides                    | Thomas, 1971                             | Hispaniola |
| Celestus anelpistus                      | Schwartz, Graham & Duval, 1979           | Hispaniola |
| Celestus badius                          | Cope, 1868                               | Navassa |
| Celestus barbouri                        | Grant, 1940                              | Jamaica |
| Celestus bivittatus                      | Boulenger, 1895                          | El Salvador, Guatemala, Honduras, Nicaragua                                                                            |
| Celestus carraui                         | Incháustegui, Schwartz & Henderson, 1985 | Hispaniola |
| Hispaniola-galliwasp (Celestus costatus) | Cope, 1862                               | Antillen, Dominicaanse Republiek, Haïti, Hispaniola, Île de la Tortue, Île à Vache, Isla Saona, Isla Catalina, Navassa |
| Celestus crusculus                       | Garman, 1887                             | Antillen, Jamaica, Kaaimaneilanden                                                                                     |
| Celestus curtissi                        | Grant, 1951                              | Antillen, Dominicaanse Republiek, Haïti, Hispaniola, Isla Catalina, Isla Saona, Île de la Gonâve, Île de la Tortue     |
| Celestus cyanochloris                    | Cope, 1894                               | Costa Rica |
| Celestus darlingtoni                     | Cochran, 1939                            | Antillen, Hispaniola                                                                                                   |
| Celestus duquesneyi                      | Grant, 1940                              | Jamaica |
| Celestus enneagrammus                    | Cope, 1860                               | Mexico |
| Celestus fowleri                         | Schwartz, 1971                           | Jamaica |
| Celestus haetianus                       | Cochran, 1927                            | Hispaniola, Haïti |
| Celestus hewardi                         | Gray, 1845                               | Jamaica |
| Celestus hylaius                         | Savage & Lips, 1993                      | Costa Rica |
| Celestus ingridae                        | Werler & Campbell, 2004                  | Mexico |
| Celestus laf                             | Lotzkat, Hertz & Köhler, 2016            | Panama |
| Celestus legnotus                        | Campbell & Camarillo, 1994               | Mexico |
| Celestus macrotus                        | Thomas & Hedges, 1989                    | Hispaniola |
| Celestus marcanoi                        | Schwartz & Incháustegui, 1976            | Hispaniola |
| Celestus microblepharis                  | Underwood, 1959                          | Jamaica |
| Celestus montanus                        | Schmidt, 1933                            | Honduras |
| Celestus occiduus                        | Shaw, 1802                               | Jamaica |
| Celestus orobius                         | Savage & Lips, 1993                      | Costa Rica |
| Celestus rozellae                        | Smith, 1942                              | Belize, Guatemala, Mexico                                                                                              |
| Celestus scansorius                      | McCranie & Wilson, 1996                  | Honduras |
| Celestus sepsoides                       | Gray, 1852                               | Hispaniola |
| Celestus stenurus                        | Cope, 1862                               | Antillen, Dominicaanse Republiek, Haïti, Hispaniola, Île à Vache, Ile a Cabrit, Ile Grande Cayemite                    |
| Celestus warreni                         | Schwartz, 1970                           | Dominicaanse Republiek, Hispaniola, Île de la Tortue                                                                   |